# Orthorisma
Orthorisma là một chi bướm đêm thuộc họ Geometridae.